# Сьюзан Шторм (киноперсонаж, 2015)
Сью́зан «Сью» Шторм (англ. Susan "Sue" Storm) — персонаж супергеройского фильма «Фантастическая четвёрка» Джоша Транка от студии 20th Century Fox, основанный на одноимённой супергероине Marvel Comics, созданной сценаристом Стэном Ли и художником Джеком Кирби. Роль Шторм исполнила Кейт Мара.
Сьюзан — приёмная дочь доктора Франклина Шторма и сводная сестра Джонни. В отличие от биологического сына Франклина, Сьюзан переняла его страсть к науке и стала учащейся Фонда Бакстера, института для одарённых подростков. Вместе с отцом она посетила школьную научную ярмарку молодых дарований, где познакомилась с Ридом Ричардсом, который открыл способ перемещения материи в альтернативное измерение. Вместе с ним, её братом и Виктором фон Думом она приняла участие в разработке телепортирующего устройства — Квантовых врат, однако, вскоре после создания устройства молодые учёные были отстранены от перемещения на так называемую Планету 0. В то время как Джонни, Виктор, Рид и друг последнего по имени Бен Гримм захотели стать первооткрывателями альтернативного измерения, Сью попыталась вернуть их обратно, оказавшись в эпицентре энергетической бури, которая даровала ей способности невидимости и проецирования силовых полей.
Мара была удостоена смешанных отзывов критиков и фанатов Marvel за своё исполнение роли Невидимой леди.

## Создание образа

### Первое появление персонажа
Созданная сценаристом Стэном Ли и художником / соавтором Джеком Кирби, героиня дебютировала в The Fantastic Four #1 (Ноябрь, 1961)
При написании комиксов о Фантастической четвёрке Ли опирался на семейные ценности, оставляя экшн на втором плане, поэтому для него было важно включить в состав команды персонажа женского пола. В ответ на критику фанатов о бесполезности Сьюзан Шторм, Ли посвятил первую историю The Fantastic Four #11 (Ноябрь, 1962) тому, как Фантастическая четвёрка читать письма от поклонников и приводит несколько примеров, когда Невидимая девушка сыграла ключевую роль в противостоянии с их врагами. Её младший брат Джонни Шторм стал главным возмутителем спокойствия в команде, в то время как сама Сью стала вершиной любовного треугольника между ней, Ридом Ричардсом и непостоянным союзником Четвёрки Нэмором.
Первое появление Сьюзан Шторм в кино состоялось в так и не вышедшем фильме «Фантастическая четвёрка» Роджера Кормана, где её сыграла Ребекка Стааб. В дилогии Тима Стори роль Сьюзан Шторм исполнила Джессика Альба.

### Кастинг и исполнение
Кастинг на роль Сьюзан Шторм начался в январе 2014 года. 19 февраля 2014 года 20th Century Fox официально анонсировала, что Невидимую леди сыграет Кейт Мара. Другими кандидатками были Сирша Ронан, Марго Робби и Эмми Россум.
Ввиду того, что по версии фильма брат Сьюзан был афроамериканцем, режиссёр «Фантастической четвёрки» Джош Транк изначально искал темнокожую актрису на роль героини, но студия настаивала на сохранении её этнической принадлежности: «Меня больше всего интересовали чёрная Сьюзан Шторм, чёрный Джонни Шторм и чёрный Франклин Шторм. Я столкнулся с тем, что выбор темнокожей женщины на эту роль был довольно серьёзной проблемой». Он добавил, что отказ от чёрнокожей Сьюзан Шторм должен был убедить его отказаться от работы над проектом.
Перед началом съёмок «Фантастической четвёрки» компания 20th Century Fox объявила о разработке сиквела, премьера которого была запланирована на 14 июля 2017 года. Тем не менее, из-за негативных отзывов рецензентов и кассового провала судьба фильма оставалась под вопросом. В мае 2016 года продюсер Саймон Кинберг подтвердил своё намерение снять «Фантастическую четвёрку 2» с тем же актёрским составом. Несмотря на заявление Кинберга, Мара выразила сомнение относительно производства сиквела, несмотря на заинтересованность в возвращении к роли Сьюзан Шторм. В августе того же года актриса подтвердила, что открыта для переговоров. Кроме того, планировалось камео членов Фантастической четвёрки в картине «Дэдпул 2» 2018 года. 14 декабря 2017 года The Walt Disney Company согласовала сделку в $52,4 млрд по покупке 21st Century Fox, включая права на «Фантастическую четвёрку» от 20th Century Fox. Генеральный директор Disney Боб Айгер заявил, что Marvel Studios планирует интегрировать Фантастическую четвёрку наряду с Людьми Икс и Дэдпулом в свою киновселенную.

### Характеризация
Мара заявила, что намеревалась показать свою героиню «настолько реальной, насколько возможно». Транк охарактеризовал Шторм как «умную, величественную и честную».
В рамках рекламной кампании «Фантастической четвёрки» на официальном сайте фильма было опубликовано описание героини: «Сью — выдающаяся и красивая, независимая и саркастичная. Способность становиться невидимой и создавать собственные силовые поля делают её ещё более труднодоступной, чем когда-либо, но это не останавливает некоторых её товарищей по команде, особенно Рида, от попыток добиться её расположения».

### Визуальные эффекты
За визуализацию способностей Невидимой леди отвечала Pixomondo. Представитель компании Шон Фейден рассказал, что команда вдохновлялась «плащом-невидимкой», позволяющим перехватить и преломить распространяющиеся под водой акустические волны: «Учёные активировали этот материал под водой, и когда электричество было включено, эта непрозрачная вещь становилась прозрачной. Рефракционная рябь определяла переход. Мы пытались этому подражать. В итоге получилось сочетание отрендеренных преломляющих проходов с движущимся 3D-шумом, созданным Houdini». Эффект силового поля также создавался при помощи Houdini.

## Биография

### Мутация, работа на правительство и основание Фантастической четвёрки
Сьюзан Шторм является албанкой по происхождению родом из Косово, а также приёмной дочерью доктора Франклина Шторма и сводной сестрой Джонни Шторма. Вместе с отцом она посещает школьную научную ярмарку, где знакомится с вундеркиндом Ридом Ричардсом, котором удалось изобрести телепортирющее устройство. Франклин предлагает юноше стипендию в Фонде Бакстера и привлекает его к работе над проектом по созданию Квантовых врат, участнице которого также является и Сьюзан. Вскоре к ним присоединяются Виктором фон Думом и Джонни, отбывающий наказание за гоночную аварию. В конечном итоге команда успешно создаёт портал в другое измерение и проводит опыт по перемещению обезьяны. Тем не менее, руководитель объекта, доктор Аллен, заявляет, что на так называемую Планету 0 отправится группа из НАСА. В то время как Сью примиряется с решением руководства, Виктор, Джонни и Рид решают стать первооткрывателями нового мира и, заручившись поддержкой Бена Гримма, являющегося другом последнего, предпринимают несанкционированную ночную попытку перемещения на Планету 0. Узнав об этом, Сьюзан пытается вернуть всех четверых при помощи контрольного прибора, однако, когда капсулы с Ридом, Джонни и Беном возвращаются на Землю, за ними следует энергетическая волна, которая воздействует на организмы всех четверых и пробуждает аномальные сверхчеловеческие способности.
По истечении года с момента обретения способностей от Планеты 0, Сью обучается контролю невидимости и силовых полей. Учёные, работающие вместе с Франклином, разрабатывают для неё специальный костюм, чтобы помочь Сью адаптироваться к её силам. В то время как правительство планирует использовать её и Джонни в боевых операциях, как это уже произошло с Беном, Франклин отказывается принимать подобное положение дел и просит Сьюзан найти сбежавшего Рида. Когда Ричардс возвращается и помогает вновь активировать Квантовые врата, учёные обнаруживают на Планете 0 мутировавшего Виктора. Тот отказывается позволить человечеству испортить его новый мир и убивает многих обитателей Фонда Бакстера, включая Франклина. Сью, Джонни, Рид и Бен объединяют усилия, чтобы остановить Дума и предотвратить разрушение Земли. Вернувшись, они решают работать вместе и отстаивают свою независимость у правительства. Ко всему прочему, Рид придумывает название для их группы.

## Критика
В своей рецензии на фильм для The Irish Times Дональд Кларк отметил: «За исключением недоуменно плоской Мары (которая ощущается прозрачной задолго до того, как становится невидимой), юный актёрский состав справляется хорошо». Кинокритик Кристи Лемир посетовала на отсутствие значимости героини Мары в заключительном акте фильма: «Маре суждено играть „Девчонку“. После того, как она создала снаряжение для команды, её основная функция как Невидимой леди — стоять с раскинутыми руками в пузыре, выглядя так, как будто она пытается вырваться на свободу». Моника Кастильо разделила это мнение, заявив, что после разработки костюмов героиня не становится той самой Невидимой леди и ощущается как второстепенный персонаж. Ко всему прочему, Джеймс Берардинелли раскритиковал экранную химию между Сьюзан Шторм и Ридом Ричардсом.

### Награды и номинации
| Год  | Фильм                     | Награда         | Категория                                                                        | Результат | Примечания |
| ---- | ------------------------- | --------------- | -------------------------------------------------------------------------------- | --------- | ---------- |
| 2015 | «Фантастическая четвёрка» | CinemaCon Award | Награда ансамблю (с Джейми Беллом, Майклом Б. Джорданом и Майлзом Теллером)      | Победа    | [ 26 ]     |
| 2016 | «Фантастическая четвёрка» | Razzie Award    | Худшее экранное комбо (с Джейми Беллом, Майклом Б. Джорданом и Майлзом Теллером) | Номинация | [ 26 ]     |